# 无条件收敛
在数学中，一个级数{\displaystyle \scriptstyle \sum _{i\in {\mathcal {I}}}a_{i}}无条件收敛于一个特定值{\displaystyle \beta }，是指对任意小的差别{\displaystyle \epsilon }，都会存在{\displaystyle \scriptstyle {\mathcal {I}}}中的一个子集{\displaystyle \scriptstyle {\mathcal {S}}}，使得对所有的包含{\displaystyle \scriptstyle {\mathcal {S}}}的集合{\displaystyle \scriptstyle {\mathcal {T}}}，里面的元素加起来的和与{\displaystyle \beta }之间的差距都小于{\displaystyle \epsilon }。
当集合{\displaystyle \scriptstyle {\mathcal {I}}}是可数集合的时候，无条件收敛等价于说“任意排列级数项的顺序都会收敛”，具体来说。一个级数{\displaystyle \sum _{n=1}^{\infty }x_{n}}无条件收敛于一个特定值{\displaystyle \beta }，当且仅当对任意的从自然数到自然数的置换{\displaystyle \sigma }，级数{\displaystyle \sum _{n=1}^{\infty }x_{\sigma (n)}}都收敛。
当{\displaystyle \scriptstyle {\mathcal {I}}}是不可数的集合时，无条件收敛也称为网收敛。

## 定义
设{\displaystyle X}为一个拓扑向量空间，{\displaystyle I}为一个指标集，满足对任意{\displaystyle i\in I}，{\displaystyle x_{i}\in X}。
级数{\displaystyle \textstyle \sum _{i\in I}x_{i}}被称为无条件收敛到{\displaystyle x\in X}的，如果：
- 指标集{\displaystyle I_{0}:=\{i\in I:x_{i}\neq 0\}}是可数集；
- 任意{\displaystyle I_{0}:=\{i\in I:x_{i}\neq 0\}}的排列满足下列关系：{\displaystyle \sum _{i=1}^{\infty }x_{i}=x}.

## 与绝对收敛的关系
无条件收敛是定义在装备了距离的赋范向量空间中定义的。在赋范向量空间中还有另外一类收敛，称为绝对收敛。绝对收敛的定义是：一个级数{\displaystyle \sum _{n=1}^{\infty }x_{n}}绝对收敛，当且仅当实数列：
{\displaystyle \sum _{n=1}^{\infty }\|x_{n}\|}
收敛。
对于通常的实数级数或复数级数，无条件收敛和绝对收敛是等价的。在一般的有限维的巴拿赫空间中，两者也是等价的概念。而对于更一般的情况，绝对收敛能够推出无条件收敛，但反之无条件收敛并不能推出绝对收敛。